# Chó chăn cừu Bohemia
Chó chăn cừu Bohemia (tiếng Anh:Bohemian Shepherd) là một giống chó, còn được biết đến với tên gọi Chodský pes hoặc Chodenhund. Giống chó Chăn cừu Bohemia được công nhận trên toàn quốc tại Cộng hòa Séc nhưng không được công nhận bởi FCI hoặc bất kỳ câu lạc bộ Chăm sóc Chó lớn khác.

## Sự miêu tả

### Xuất hiện
Chó chăn cừu Bohemia có kích thước trung bình và chiều dài nằm trong từ 48 đến 55 cm (từ 19 đến 22 inch) và trọng lượng nằm trong khoảng từ 16 đến 25 kg (35 đến 55 lb). Giống chó này có một lớp lông dày giúp chúng chống chịu tốt trong các điều kiện thời tiết khắc nghiệt. Cơ thể giống chó chăn cừu Bohemia nhỏ gọn và cân đối tốt với đôi tai cao, nhỏ, nhọn, dựng thẳng và đường viền cổ thanh lịch. Chúng có một dáng đi lỏng lẻo, nhẹ nhàng và khoan thai là một trong những đặc điểm tiêu biểu của giống chó này.

### Tính cách
Đây là một giống chó lý tưởng cho một người có năng lực, giống chó này có rất nhiều năng lượng, không hung hăng, có thể dễ dàng được đào tạo và tuyệt vời với trẻ em và vật nuôi khác. Sự nhanh nhẹn tuyệt vời của nó và một cảm nhận xuất sắc về nhận viết mùi làm cho nó đóng vai trò một giống chó cứu hộ rất tốt, một người bạn đồng hành tuyệt vời cho những người khuyết tật và một giống chó canh gác nổi bật. Loài này có một tính khí ổn định, bình tĩnh và thân thiện cho phép nó được đánh giá là tốt với chủ sở hữu, gia đình của mình và đặc biệt với trẻ em.